# WAKA (TV)
WAKA는 미국 CBS 소속의 지역방송으로 앨라배마주의 셀마 지역을 관할하는 방송국이다.